# ناحیه ریچفیلد (شهرستان روس‌کامن، میشیگان)
ناحیه ریچفیلد (به انگلیسی: Richfield Township) یک منطقهٔ مسکونی در ایالات متحده آمریکا است که در شهرستان راسکومون، میشیگان واقع شده‌است.
 ناحیه ریچفیلد  ۳٬۷۳۱ نفر جمعیت دارد و ۳۸۵ متر بالاتر از سطح دریا واقع شده‌است.